# Барсакелмес
Барсакелмес е бивш остров на Казакстан в Аралско море. На казахски език името на острова означава „отивам без да се връщам“.

## География
Островът е разположен на 180 км югозападно от град Аралск в Къзълординска област. Климатът е сух континентален. Средното годишно количество на валежи е 128 мм. Южната част на острова е обширно плато с най-висока точка на 108 м над морското равнище. В северната част представлява равнина. Почвата е преобладаващо сиво-кафява, на места песъчлива, а на места блатиста. В пресушената ивица земя звързваща острова с континента преобладават блатата.
През 1960 г. островът е с размери 23 км дължина и 7 км ширина. Поради пресушаването на Аралско море размерите на острова бързо се увеличават. През 1990 г. островът се превръща в полуостров и в началото на 2000 г. неговите размери са 40 на 16 км.
Барсакелмес е единственото място на планетата където се срещат кулани в дивата природа.

## Резерват
В днешни дни резерватът се състои от две отделни части – Барсакелмес и Каскакулан. Районът на Барсакелмес обхваща част от територията на бившия резерват (16 975 хектара) и територия, отводнена от Аралско море на площ от 50 884 хектара. Районът на Каскакулан заема 109 942 хектара.
История на резервата:
- 1929 г. – на острова е изградено ловно стопанство. Тук са внесени джейран, сайга, див заек, яребица, фазан.
- 1939 г. – създава се резерват с около 50 – 60 сайги.
- 1953 г. – внесени са кулани от Туркменистан.
- 1983 г. – острова е обитаван от 230 сайги, 160 джейрани, 242 кулана.

Флората на резервата включва 278 вида, включително и ендемични видове – пелин, лалета.
Животинското разнообразие е голямо: около 2 хиляди вида насекоми, 2 вида земноводни, 23 вида влечуги, повече от 40 вида бозайници и 170 вида птици.

## Легенди
Островът е известен с публикации в пресата за случаи на хора срещнали се с праисторически гущер, посещения на НЛО, нарушения на времевото пространство.